# Cystowithius
Genre
Cystowithius est un genre de pseudoscorpions de la famille des Withiidae.

## Distribution
Les espèces de ce genre se rencontrent en Amérique : du Mexique au Pérou.

## Liste des espèces
Selon Pseudoscorpions of the World (version 3.0) :
- Cystowithius chamberlini Harvey, 2004
- Cystowithius colombicus Harvey, 2004
- Cystowithius ecuadoricus (Beier, 1959)
- Cystowithius smithersi Harvey, 2004

et décrites depuis :
- Cystowithius ankeri García & Romero-Ortiz, 2021
- Cystowithius florezi Romero-Ortiz, Sarmiento & Harvey, 2023

## Systématique et taxinomie
Ce genre a été décrit par Harvey en 2004 dans les Withiidae.

## Publication originale
- Harvey, 2004 : « Remarks on the New World pseudoscorpion genera Parawithius and Victorwithius, with a new genus bearing a remarkable sternal modification (Pseudoscorpiones, Withiidae). » The Journal of Arachnology, vol. 32, no 3, p. 436-456 (texte intégral).